# PunkBuster
PunkBuster is een programma om het gebruik van cheats in computerspellen tegen te gaan. Elke speler moet dit programma draaien als deze op een server wil spelen waarop PunkBuster actief is. Het bestaat uit twee delen: een programma voor de server en een programma voor de spelers. Het concept is oorspronkelijk als gratis programma ontstaan voor Half-Life 2, maar daarna als commercieel programma aangeboden aan spel-ontwikkelaars. Het bedrijf Even Balance Inc. zorgt hierbij voor de ontwikkeling van PunkBuster.

## Werking
Terwijl men speelt, scant PunkBuster de computer op lopende processen in het werkgeheugen. Als hierbij een proces herkend wordt als een programma waarmee een onevenredig voordeel behaald kan worden ten opzichte van mede-spelers, zal PunkBuster de speler van de server verwijderen en zal een algemene omschrijving worden meegegeven aan de speler, die een indicatie is van het gedetecteerde programma in kwestie.
PunkBuster biedt ook een aantal mogelijkheden voor beheerders om spelers beter in de gaten te houden. Zo zijn er speciale commando's om iemand te verbannen of een schermafdruk vanuit het oogpunt van de speler te maken. Op die manier kunnen beheerders bijvoorbeeld wallhacks ontdekken, of kunnen beheerders controleren of bepaalde bestanden wel of niet aanwezig zijn op de computer van de speler.

### Updates
Om ervoor te zorgen dat ook de nieuwste cheats ontdekt worden, heeft PunkBuster een automatische update-functie. Iedereen die door PunkBuster beschermde spellen online wil spelen, moet PunkBuster aanzetten en op PunkBuster-servers spelen. Updates worden verstrekt middels master-servers, waarna deze verder verspreid worden naar de servers. Op de server worden de spelers gecontroleerd of zij de laatste versie van PunkBuster draaien. Mocht dit niet het geval zijn, dan krijgen de spelers automatisch de laatste update (die verplicht is). Indien updates niet geaccepteerd worden, wordt de speler verwijderd van de server.

## Straf
Als PunkBuster een valsspeler ontdekt heeft, kunnen er een aantal zaken plaatsvinden:
- Een beheerder zal de speler van de server verbannen, waarna de gedetecteerde speler alleen op andere servers kan spelen. De gedetecteerde en verbannen speler zal dan het bericht "Prior Kick/Ban" (eerdere kick of ban) ontvangen bij het binnentreden van de server.
- Een speler wordt verbannen op basis van zijn exemplaar van het spel: elk geïnstalleerd spel kent een unieke code (GUID, gebaseerd op de cd-sleutel). PunkBuster voorkomt hiermee dat een valsspeler met zijn unieke code op PunkBuster-servers van het betreffende spel kan spelen. De speler ontvangt dan de code "Global GUID ban" bij het binnentreden van de server. Er kan echter gewoon op niet-PunkBuster-servers gespeeld worden. Bij sommige spellen moet men een account aanmaken om het spel te spelen. Het account van een valsspeler kan verwijderd worden, waardoor de speler weer van nul moet beginnen. Het account is daarbij gelieerd aan de GUID.
- Een speler kan ook verbannen worden op basis van zijn computer. Daarbij wordt elke keer bij het binnentreden op PunkBuster-servers gecontroleerd of de computer niet verbannen is van PunkBuster-servers. Dit omvat alle spellen waarbij PunkBuster aanwezig is. Dit is een verregaande maatregel en wordt alleen toegepast voor de valsspelers die veel te ver gegaan zijn.

PunkBuster zal geen spelers verbannen op basis van het IP-adres. Tevens is het niet mogelijk om met een cd-sleutel programma een nieuwe unieke code (GUID) te genereren. Spelers waarbij de unieke code of de computer verbannen is van PunkBuster-servers hebben dit te danken aan het feit dat zij programma's hebben gedraaid die in overtreding zijn op de eindgebruikersovereenkomst (EULA) van PunkBuster. Even Balance Inc. zal daardoor als antwoord de gebruikersovereenkomst eenzijdig opzeggen, met als gevolg dat er geen toegang meer is tot PunkBuster-servers.

## Kritiek
Er is nogal wat kritiek op PunkBuster. Volgens vele spelers van het spel Battlefield: Bad Company, BC 2 en Battlefield Heroes worden zij onterecht 'gekickt' (verwijderd) van servers door PunkBuster. Anderen beweren juist dat PunkBuster niet in staat is valsspelers te ontdekken.

## Spellen
PunkBuster wordt onder andere in de volgende spellen gebruikt:
- All Points Bulletin Reloaded
- America's Army
- Assassin's Creed: Brotherhood
- Battlefield 1942 (Einde contract. Geen nieuwe updates meer en de laatste versie kan niet via PunkBuster verkregen worden.)
- Battlefield 2
- Battlefield 3
- Battlefield 4
- Battlefield Hardline
- Battlefield 2142
- Battlefield: Bad Company 2
- Battlefield Vietnam
- Battlefield Heroes
- Battlefield Play4Free
- Call of Duty
- Call of Duty 2
- Call of Duty 4
- Call of Duty: World at War
- Crysis
- Doom 3
- Enemy Territory: Quake Wars
- Far Cry
- F.E.A.R.
- FIFA Online
- Joint Operations: Typhoon Rising (ondersteuning opgeschort)
- Knight Online
- Medal of Honor: Pacific Assault (ondersteuning opgeschort)
- Minecraft (zeer gering, i3d.net servers bieden onder andere mogelijkheid tot PunkBuster)
- Need for Speed: Pro Street
- Prey
- Quake III Arena
- Quake 4
- Return to Castle Wolfenstein
- Runescape
- Soldier of Fortune II: Double Helix
- Tom Clancy's Rainbow Six 3: Raven Shield
- Tom Clancy's Rainbow Six: Lockdown
- Tom Clancy's Rainbow Six: Vegas
- Tom Clancy's Splinter Cell: Pandora Tomorrow (ondersteuning opgeschort)
- Ultima Online (Betatesten aan de gang)
- War Rock (overgestapt naar hackshield)
- Need For Speed: Undercover
- Warz